# 165 (عدد)
165 هو عدد صحيح. طبيعي بين 164 و166

## في الرياضيات

### خصائص
- 165عدد فردي
- 165عدد ناقص
- 165 عدد مضلعي (18 أضلاع-56 أضلاع-...)